# خیمی سانتوس
خیمی سانتوس (انگلیسی: Jaime Santos؛ زادهٔ ۲۷ آوریل ۱۹۹۵) بازیکن فوتبال اهل اسپانیا است.
از باشگاه‌هایی که در آن بازی کرده‌است می‌توان به باشگاه فوتبال بنگال شرقی اشاره کرد.